# Болотный рынок
Болотный рынок — рынок в Москве в Замоскворечье, существовавший в XVIII—XX вв.

## Географическое расположение
Рынок располагался на территории современной Болотной площади.

## История возникновения
Историческая местность под названием Болото располагалась напротив Кремля между правым берегом Москвы-реки и Старицей (Водоотводный канал). В старину это место часто затапливалось во время сильных дождей и паводков.
В 1783—1786 гг. построили Водоотводный канал, провели дренажные работы, однако Болото (с 1845 г. — Болотная площадь) все равно оставалось сырой местностью. Есть мнение, что именно поэтому здесь началась торговля хлебом: из-за влаги мука и зерно приобретали больший вес, что было выгодно торговцам.
Около 1842 г. на Болоте были построены каменные здания для продажи и хранения в них муки. Также московский генерал губернатор князь Д. В. Голицын распорядился соорудить комплекс построек вдоль набережной Водоотводного канала. Архитектором стал М. Д. Быковский, по его проекту построили длинный одноэтажный корпус и два полукруглых здания. Комплекс занимал около 500 метров в длину и 70 метров в ширину, общая площадь около 15 тысяч квадратных метров.

## Описание рынка
«Альманах на 1826 г. для приезжающих в Москву и для самих жителей сей столицы, или новейший указатель Москвы» давал о торговле на Болотной площади такие сведения:

«Зимою, в начале декабря, когда совершенно установится зимний путь, обыкновенно начинают приходить в Москву из разных мест многочисленные хлебные обозы, как-то: из Тамбова, Орла, Курска и прочих губерний.
Место, где они останавливаются, находится за Москвой рекою, между Каменным и Москворецким мостом и называется болотом. Люди, имеющие достаток и наблюдающие свою пользу, могут с большою выгодою запасаться здесь хлебом в год; ибо он тогда обходится гораздо дешевле, чем покупаемый на торгу или из лавок»
Московско-Казанская железная дорога вскоре смогла перевозить скоропортящиеся продукты в холодильниках, а также оборудовала контейнеры для сыпучих товаров. Многие хлебо-торговцы стали пользоваться железной дорогой для перевозки товаров. В Москве осенью 1896 г. близ Немецкой слободы открылась Хлебная биржа. На Болотном рынке уменьшился оборот хлеба: его сюда теперь везли только из тех мест, где еще не прошла железная дорога. Из-за сокращения объемов продаж товаров на Болоте вся торговля в Замоскворечье пошла на спад. Но городские власти устроили устроить здесь продажу ягод, овощей, фруктов. Ягодный рынок стал популярным не только среди москвичей, но и иногородних..
И. С. Шмелев описал рынок так:

«А вот и Болото, по низинке великая площадь торга, каменные „ряды“, дугами. Здесь торгуют железным ломом, ржавыми якорями и цепями, канатами, рогожей, овсом и солью, сушеными снетками, судаками, яблоками… Далеко слышен сладкий и острый дух, золотится везде соломкой. Лежат на земле рогожи, зеленые холмики арбузов, на соломе разноцветные кучки яблок. Голубятся стайками голубки. Куда ни глянешь — рогожа да солома».
На Болотном рынке находился знаменитый Тележный ряд, для которого изготавливали детали почти все кузнецы, работающие на Берсеневке. Также на Болоте были и свои кузницы — около 25 мастерских.
В летние месяцы продовольственное сообщение с этой местностью велось по Москва-реке. Барки доставляли продукты, которые сразу же попадали на продажу в местные лавки. По объему продажи мяса Болотный рынок уступал только Охотному ряду.
Осенью 1872 года в Москве завершилась Политехническая выставка. Её металлические павильоны ангары перевезли на Болотную площадь, смонтировали, и они прослужили практически до сноса их советской властью.
В газете «Рабочая Москва» от 18 февраля 1927 г. о Болотном рынке писали:

«Почти все рынки в Москве приведены в порядок. Но остался еще один рынок, пожалуй, самый грязный. Это Болотный рынок, проще называемый Болото. Болотный рынок, главным образом, оптовый. Сюда свозится до 18 вагонов в день разных видов продовольствия и фруктов. Грязь на рынке непролазная. Торговцы выбрасывают гнилые яблоки, помидоры, гнилой картофель; беспризорные собирают их и едят. От рынка несет запахом гнили и сырости. Мостовая на площади в выбоинах. Рядом с рынком, на Кокоревском бульваре „маячат“ темные личности и проститутки. И это почти в центре города!».
Рынок был ликвидирован в 1938 г., когда началась реконструкция площади.

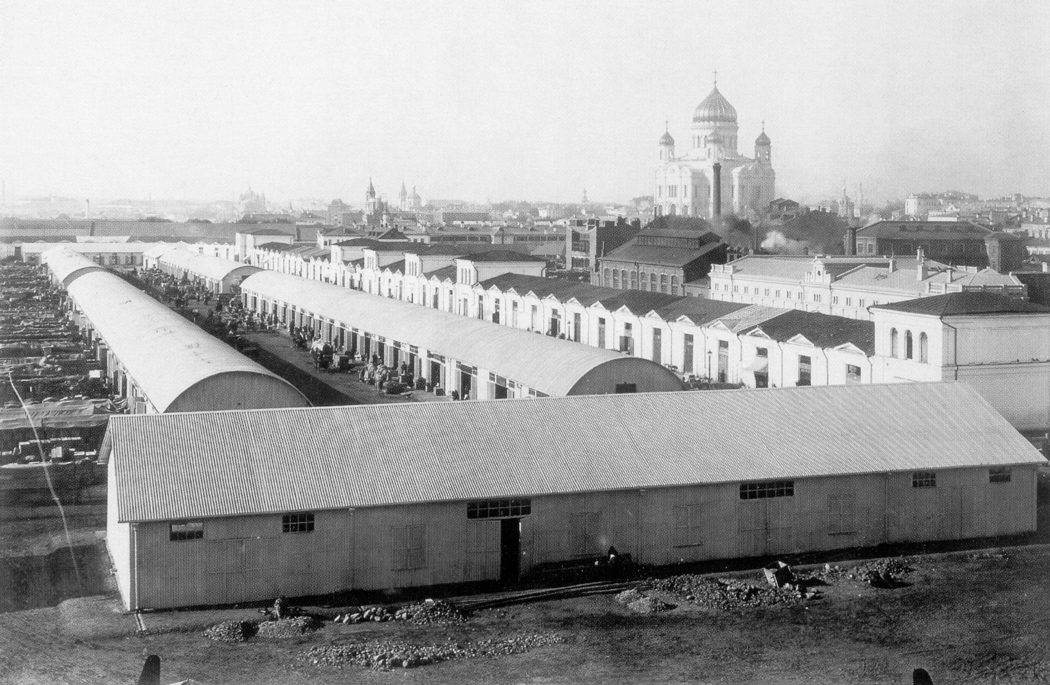
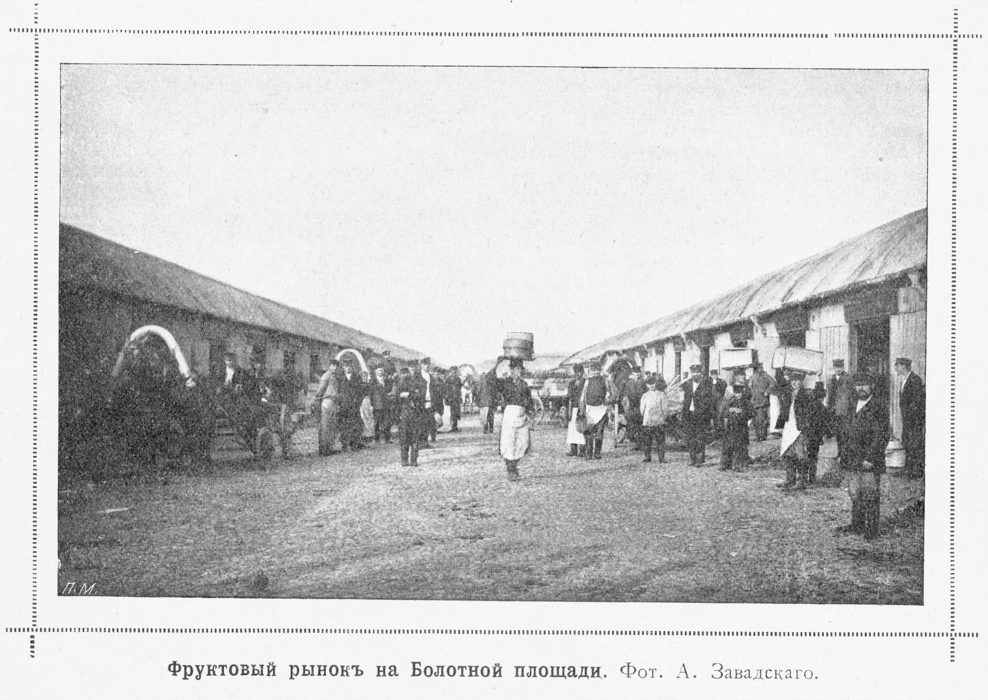